# Rhabditis buetschlii
Rhabditis buetschlii is een rondwormensoort uit de familie van de Rhabditidae.